# Lagundo
Algund tiếng Ý: Lagundo) là một đô thị ở tỉnh Bolzano-Bozen trong vùng Trentino-Alto Adige/Südtirol của Ý, có vị trí cách khoảng 70 km về phía bắc của Trento và khoảng 25 km về phía tây bắc của Bolzano. Tại thời điểm ngày 31 tháng 12 năm 2004, đô thị này có dân số 4.228 người và diện tích là 23,6 km².
Đô thị Algund có các frazioni (các đơn vị cấp dưới, chủ yếu là các làng) Foresta (Forst), Riolagundo, Plars di Mezzo, Riomolino, Plars di Sopra and Velloi.
Algund giáp các đô thị: Lana, Marling, Merano, Naturns, Partschins, Plaus và Tirol.